# Jean Petter Østbye
Jean Petter Østbye (...) è un ex sciatore alpino norvegese.

## Biografia
Ai Campionati norvegesi 1970, disputati a Oppdal tra il 6 e l'8 marzo, Østbye vinse la medaglia di bronzo nello slalom speciale; non debuttò in Coppa del Mondo e non prese parte a rassegne olimpiche o iridate.

## Palmarès

### Campionati norvegesi
- 1 medaglia:
  -  1 bronzo (slalom speciale nel 1970)[senza fonte]